# Wunderteam
El Wunderteam (en català Equip Meravella) fou el nom que se li donà a la selecció de futbol d'Àustria de la dècada de 1930.

## Equip
L'equip era liderat per l'entrenador Hugo Meisl. Va assolir un total de 14 partit invicte entre l'abril de 1931 i el desembre de 1932. L'estil de l'equip es basava en l'escola escocesa de futbol i se centrava en la passada ràpida introduïda per l'anglès Jimmy Hogan. La línia de davanters era completada amb uns centrecampistes amplis i un mig centre atacant. Matthias Sindelar, Josef Smistik i Walter Nausch formaven el cor de l'equip, que dominaria el futbol europeu durant aquests anys. Matthias Sindelar, conegut com "l'home de paper" per la seva constitució lleugera, era la figura i capità de l'equip.
|                                                    |                                               | Porter Rudolf Hiden Peter Platzer        |                                               |                                          |
|                                                    | Defensa dret Roman Schramseis Karl Rainer     |                                          | Defensa esquerre Josef Blum Karl Sesta        |                                          |
|                                                    | Mig dret Georg Braun Johann Mock              | Mig-centre Josef Smistik Leopold Hofmann | Mig esquerre Karl Gall Walter Nausch          |                                          |
| Extrem dret Karl Zischek                           | Interior dret Friedrich Gschweidl Josef Bican | Davanter centre Matthias Sindelar        | Interior esquerre Anton Schall Johann Horvath | Extrem esquerre Adolf Vogl Rudolf Viertl |
| Seleccionador: Hugo Meisl, Entrenador: Jimmy Hogan |                                               |                                          |                                               |                                          |

## Història

### Ascens a la fama i èxits
L'equip aparegué a inicis de la dècada de 1930. Durant aquests anys van assolir victòries espectaculars que van enlluernar Europa. Entre aquests resultats destacaren dues victòries sobre Alemanya per 6-0 i 5-0, una victòria per 8-1 sobre Suïssa, un 8-2 sobre Hongria i un 5-0 sobre Escòcia (16 de maig de 1931, primera derrota dels Escocesos fora del Regne Unit). El club guanyà el Campionat d'Europa Central de futbol, considerat predecessor del Campionat d'Europa de futbol, l'any 1932 en vèncer Itàlia per 4-2. Fou l'únic títol que guanyà aquest gran equip, tot i que el 1936 assolí la medalla d'argent als Jocs Olímpics d'Estiu de 1936. El 7 de desembre de 1932 va perdre davant dels professionals d'Anglaterra per un ajustat 4-3, trencant una ratxa de més d'un any i mig invicte. Quan arribà la Copa del Món de futbol l'any 1934, el wunderteam era el gran favorit per assolir el títol.

### La Copa del Món de 1934
Als quarts de final eliminà la gran selecció d'Hongria (una potència del moment, finalista al Mundial de 1938). L'equip, però, fou batut per l'amfitrió i futur campió Itàlia en semifinals. Tot el campionat fou molt condicionat políticament pel règim feixista de Benito Mussolini. El partit, a més, es disputà sota unes condicions meteorològiques dolentes que limitaren molt el moviment de la pilota. L'únic gol del partit arribà quan el porter austríac fou empès sobre la línia de gol. L'àrbitre Ivan Eklind fou criticat per parcialitat envers l'equip amfitrió, especialment després d'arbitrar també la final, que guanyà Itàlia. Àustria fou finalment quarta, després de perdre davant Alemanya per 2-3 en el partit pel tercer i quart lloc.

### La II Guerra Mundial i el final de l'equip
La mort d'Hugo Meisl l'any 1937 marcà l'inici del final de l'equip. Àustria es classificà de nou per la Copa del Món de 1938 però no hi va poder participar per l'Anschluss (l'annexió d'Àustria per part d'Alemanya). Els líders alemanys obligaren als millors jugadors de l'equip a incorporar-se a la selecció alemanya. Malgrat molts dels jugadors jugaren amb Alemanya, l'equip no respongué a les expectatives i fou eliminat en la primera ronda. El gran líder pel wunderteam Matthias Sindelar, però, no jugà amb Alemanya i es suïcidà el 1939.

### Influència en el futbol total
Sovint es considera que el wunderteam fou la primera selecció del món que practicà l'anomenat Futbol Total. No és coincidència que Ernst Happel, membre de l'anomenat segon wunderteam dels anys 1040 i 1950, fos més tard entrenador als Països Baixos, la creadora del futbol total als anys 70. Happel entrenà els clubs ADO i Feyenoord, i a la selecció de futbol dels Països Baixos finalista al Mundial de 1978.